# 록맨 월드 2
《록맨 월드 2》(ロックマンワールド2는 캡콤이 게임보이로 발매한 액션 플랫폼 게임이다. 록맨 시리즈 중 휴대용 게임기로 발매된 두번째 작품으로, 록맨 월드의 후속작이다. 다른 게임보이용 록맨 시리즈를 제작한 미나구치 엔지니어링 대신 재팬 시스템 하우스가 본작의 개발을 맡았다. 1991년 12월 20일 일본에서 첫출시했고, 이듬해에 북미와 유럽 지역에서 《메가맨 II》(Mega Man II)라는 이름으로 출시됐다.
록맨 월드 2는 시간 여행 장치를 통해 부하들을 데려온 Dr. 와일리 일당과 불가사의한 로봇 퀸트에 맞선 록맨의 결투를 그렸으며, 패미컴으로 발매된 록맨 2: Dr. 와일리의 수수께끼와 록맨 3: Dr. 와일리의 최후!?로부터 영감받은 스테이지로 구성돼있다. 최초 발매 이후 2013년에 닌텐도 3DS의 버추얼 콘솔 서비스로 재발매됐다.